# Нонг Тум
Нонг Тум (тай. น้องตุ้ม), ім'я при народженні — Парінья Чароенпхол (тай. ปริญญา เจริญผล) — тайський боксер, колишній чемпіон з Муай-тай, модель і акторка. Нонг Тум є представником катой — трансгендерної третьої статі у Таїланді. Відома тим, що ставши чемпіоном у чоловічому виді спорту, вона змінила стать на жіночу.

## Молодість
Будучи дитиною, Парінья вже ідентифікував себе у жіночій статі. Протягом короткого періоду він був буддійським ченцем, почав займатися боксом, влаштувався у тренувальний табір з муай-таю в Чонбурі. Основна мета його спортивної кар'єри полягала в тому, щоб заробити достатньо грошей, щоб підтримати своїх бідних батьків і заплатити за операції по зміні статі.

## Кар'єра
Парінья став відомим світовій громадськості в лютому 1998 року перемогою на боксерському стадіоні Лумпхіні в Бангкоці — у світовому центрі муай-таю. Тайські ЗМІ були, зі зрозумілих причин, заінтриговані 16-річним катоєм (його прозвали «ледібоєм»), який вийшов на ринг в макіяжі, а перемігши більшого, м'язистішого суперника, поцілував його.
Уряд Таїланду негативно ставився до спортсменів-катой. Раніше він не допустив трансгендерів до національної збірної з волейболу, побоюючись негативної реакції з боку решти світу. Проте для Нонг Тум уряд зробив виняток. Справа в тому, що в цей час тайський бокс був дещо в занепаді. Завдяки публікаціям в ЗМІ про Нонг Тум, збільшився громадський інтерес до цього виду спорту, відзначилося збільшення обсягу продажів квитків і доходів стадіону.
Статті про Нонг Тум були опубліковані у багатьох журналах, вона з'явилася у декількох тайських музичних кліпах. Згодом суспільна цікавість до неї почала зменшуватися, хоча її поєдинки з іноземними боксерами, а також її поїздка в Японію, для бою з японським претендентом, тримали її в новинах.
У 1999 році Нонг Тум оголосила про завершення спортивної кар'єри, про намір пройти операції зі зміни статі та стати співачкою. Кілька хірургів Бангкоку відмовили їй в операції, але згодом її все ж таки зробили у Міжнародному госпіталі Янхі.
26 лютого 2006 року Нонг Тум повернулася у бокс. Вона провела товариський бій у новому спорткомплексі в Паттаї проти 60-кілограмової японки Кенсіро Лукчаомекхемтонг. Нонг Тум перемогла одноголосним рішенням суддів після трьох раундів. Її суперниця в останньому раунді отримала розсічення біля очей.
Нонг Тум планувала ще один показовий бій в 2006 році з боксеркою Лючією Райкер, яка знялася у ролі «Блакитного ведмедя» у фільмі «Крихітка на мільйон».
31 травня 2008 року Нонг Тум билася проти Пернілли Йохансон на Rumble of the Kings в Стокгольмі, Швеція і виграла за рішенням суддів.
У 2010 році відкрила боксерський тренувальний табір «Парінья муай-тай» у Пранбурі, Таїланд, яким вона володіє і управляє спільно з американським актором та письменником Стівеном Ханом. Вона в даний час викладає муай-тай і аеробіку для дітей в школі Baan Poo Yai.

## В кіно та інших медіа
Про її життєву історію у 2003 році в Таїланді зняли фільм «Вродливий боксер» (Beautiful Boxer), в якому головним персонажем був кікбоксер Асані Сува. Фільм отримав кілька національних і міжнародних нагород, але мав обмежений успіх в Таїланді.
У 2005 році Нонг Тум зіграла у кількох театрах у США. Тайський режисер Екачай Уекорнгтам поставив для неї моноспектакль «Боксерське кабаре», з яким вона виступала влітку 2005 року на фестивалі мистецтв в Сінгапурі, а згодом в Бангкоку.
Життя Нонг Тум є частиною книги «Ледібої: секретний світ третьої статі в Таїланді» («Ladyboys: The Secret World of Thailand's Third Gender»).
Її історія була також включена в документальний фільм National Geographic «Приховані статі» («Hidden Genders», 2003).
У 2006 році вона зіграла помітну роль у супергеройському фільмі-бойовику «Ртутна людина» («Mercury Man»), де виконала роль трансгендерного рідного брата головного героя і демонструвала своє вміння з кікбоксингу. У 2006 році з'явилася як запрошена зірка на SBS в телесеріалі «World Record Pizza».